# Anyang
Anyang (xinès: 安阳, pinyin: Anyang, transcripció antiga: Anyang) és una ciutat-prefectura d'1.012.000 habitants, situada al nord de la província de Henan, a la República Popular de la Xina. Segons el cens del 2020 tenia 5.477.614 habitants. És un centre miner (hulla), siderúrgic i agrícola, situat als contraforts dels Taihang Shan, que s'ha desenvolupat en part per raó de la seva situació vora el ferrocarril que l'enllaça amb Pequín.

## Geografia
El municipi nivell prefectura d'Anyang (安阳市, Ānyáng Shì) té una superfície de 7.413 km², amb una població de 5.477.614 habitants. Limita amb els municipis de Puyang a l'est, Hebi i Xinxiang al sud, i les províncies de Shanxi i Hebei l'oest i al nord, respectivament. A l'oest del municipi, es localitzen les muntanyes Taihang, mentre que la plana del nord de la Xina s'estén cap a l'est, el Huang He, o riu Groc, que travessa la ciutat d'Anyang. El districte municipal té una superfície de 543,6 km² i una població urbana d'1.012.000 habitants.

## Clima
Anyang presenta una precipitació anual mitjana de 606,1 mm, una temperatura anual mitjana de 13,6 °C i una pressió baromètrica anual mitjana de 1.001,5 hPa.

## Història
Va ser la capital de la dinastia Shang, instituïda per Pangeng, el 1300 aC; perdurà fins a l'any 1027. Les excavacions del segle xx han revelat l'extraordinària categoria de la civilització del bronze xinesa. Cal citar sobretot les peces de bronze anomenades Shang; també la ceràmica blanca. S'ha descobert l'arxiu de les inscripcions màntiques damunt closques de tortuga –més de 100.000 peces–, que representa la primera mostra de l'escriptura xinesa. Al palau i a les tombes reials, s'han trobat restes de sacrificis humans.

## Administració
El municipi d'Anyang, de nivell prefectura, administra quatre districtes, una ciutat de nivell municipi, i quatre municipis:
- Districte de Beiguan (北 关 区)
- Districte de Wenfeng (文峰 区)
- Districte de Yindu (殷 都 区)
- Districte de Long'an (龙 安 区)
- Ciutat de Linzhou (林 州市)
- Municipi d'Anyang (安阳 县)
- Municipi de Tangyin (汤阴县)
- Municipi de Hua (滑县)
- Municipi de Neihuang (内黄县)